# Piula estriada
La piula estriada (Anthus lineiventris) és un ocell de la família dels motacíl·lids (Motacillidae).

## Hàbitat i distribució
habita zones amb herba entre roques, sovint a prop de l'aigua del sud-est de la República Democràtica del Congo, Ruanda, Burundi, centre i est de Zàmbia, Malawi, sud, est i nord-est de Tanzània i l'extrem sud-est de Kenya, cap al sud, a través de Zimbabwe, Botswana i oest de Moçambic fins l'est de Sud-àfrica.